# Haim Buch
Haim Buch (13 dicembre 1930 – 21 maggio 2011) è stato un calciatore israeliano, di ruolo portiere.

## Palmarès

### Club

#### Competizioni nazionali
- Coppa d'Israele: 1

Macc. Petah Tiqwa: 1951-1952